# Husdrömmar
Husdrömmar är en svensk realityserie producerad av SVT Malmö som sedan 2014 sänds på Sveriges Television.

## Allmänt
I programmet får tittarna följa vad som händer när människor väljer att förverkliga sina husdrömmar. De varierar från villor, stugor och vindsvåningar till nybyggnation och renoveringar.
Mellan 2014 och 2018 leddes programmet av Pernilla Månsson Colt tillsammans med Gert Wingårdh. Månsson Colt startade första avsnittet i säsong sex med att medverka en sista gång. I slutet av programmet introducerades istället Anne Lundberg som ny programledare tillsammans med Wingårdh.
Det allra första avsnittet av Husdrömmar sändes den 27 januari 2014. Programmet är (2025) inne på sin tolfte säsong.
Avsnittet som sändes den 29 februari 2016 fälldes av Granskningsnämnden för bristande saklighet genom att energiförbrukningen i ett så kallat passivhus jämfördes med genomsnittet för villor i Sverige med direktverkande el och inte snittet för nyproducerade hus, som är betydligt lägre.
Programmet hade 2018 närmare 1,3 miljoner tittare och var då Sveriges 10:e största TV-program.
| Säsong | År   | Antal avsnitt |
| ------ | ---- | ------------- |
| 1      | 2014 | 8             |
| 2      | 2015 | 8             |
| 3      | 2016 | 8             |
| 4      | 2017 | 8             |
| 5      | 2018 | 8             |
| 6      | 2019 | 8             |
| 7      | 2020 | 10            |
| 8      | 2021 | 10            |
| 9      | 2022 | 10            |
| 10     | 2023 | 10            |
| 11     | 2024 | 10            |
| 12     | 2025 | 10            |

## Utmärkelser
- 2015 – Vinnare av utmärkelsen Kristallen i kategorin livsstilsprogram